# Tomilin-Gletscher
Der Tomilin-Gletscher (russisch Гедник Томилина Lednik Tomilina) ist ein etwa 25 km langer Gletscher an der Oates-Küste des ostantarktischen Viktorialands. Er fließt vom Pope Mountain im Zentrum der Wilson Hills nach Norden und mündet östlich der Goodman Hills und des Kap Kinsey in Form einer Gletscherzunge in die Somow-See. 
Das Gebiet wurde bei der Operation Highjump (1946–1947) im Jahr 1947 und bei der Zweiten Sowjetischen Antarktisexpedition (1956–1958) im Jahr 1958 fotografiert. Benannt wurde er von letzterer nach dem sowjetischen Piloten Michail N. Tomilin (1908–1952), der in der Arktis ums Leben gekommen war.